# 25 يونيو
- السبت
- الأحد
- الاثنين
- الثلاثاء
- الأربعاء
- الخميس
- الجمعة

- 314 ذو الحجة 1446  هـ
- 15 ذو الحجة 1446  هـ
- 26 ذو الحجة 1446  هـ
- 37 ذو الحجة 1446  هـ
- 48 ذو الحجة 1446  هـ
- 59 ذو الحجة 1446  هـ
- 610 ذو الحجة 1446  هـ
- 711 ذو الحجة 1446  هـ
- 812 ذو الحجة 1446  هـ
- 913 ذو الحجة 1446  هـ
- 1014 ذو الحجة 1446  هـ
- 1115 ذو الحجة 1446  هـ
- 1216 ذو الحجة 1446  هـ
- 1317 ذو الحجة 1446  هـ
- 1418 ذو الحجة 1446  هـ
- 1519 ذو الحجة 1446  هـ
- 1620 ذو الحجة 1446  هـ
- 1721 ذو الحجة 1446  هـ
- 1822 ذو الحجة 1446  هـ
- 1923 ذو الحجة 1446  هـ
- 2024 ذو الحجة 1446  هـ
- 2125 ذو الحجة 1446  هـ
- 2226 ذو الحجة 1446  هـ
- 2327 ذو الحجة 1446  هـ
- 2428 ذو الحجة 1446  هـ
- 2529 ذو الحجة 1446  هـ
- 261 محرم 1447  هـ
- 272 محرم 1447  هـ
- 283 محرم 1447  هـ
- 294 محرم 1447  هـ
- 305 محرم 1447  هـ
- 16 محرم 1447  هـ
- 27 محرم 1447  هـ
- 38 محرم 1447  هـ
- 49 محرم 1447  هـ

25 يونيو أو 25 حُزيران أو 25 يونيه أو يوم 25 \ 6 (اليوم الخامس والعشرون من الشهر السادس) هو اليوم السادس والسبعون بعد المئة (176) من السنوات البسيطة، أو اليوم السابع والسبعون بعد المئة (177) من السنوات الكبيسة وفقًا للتقويم الميلادي الغربي (الغريغوري). يبقى بعده 189 يوما لانتهاء السنة.

## أحداث
- 1678 - الإيطالية إلينا كورنارو بيسكوبيا تصبح أول امرأة في العالم تحصل على شهادة الدكتوراه في الفلسفة.
- 1788 - فيرجينيا تصبح عاشر ولاية تنضم إلى الولايات المتحدة.
- 1804 - تنفيذ حكم الإعدام بجورج كادودال لمحاولته الإطاحة بنابليون بونابرت وإعادة الحكم الملكي لفرنسا.
- 1898 - تأسيس البنك الأهلي المصري.
- 1920 - اختيار لاهاي مقرًا دائمًا لمحكمة العدل الدولية.
- 1921 - انعقاد «مؤتمر القدس» والذي طالب بإلغاء الانتداب البريطاني على فلسطين وإعلان استقلالها.
- 1950 - بدء الصدام المسلح على الحدود بين كوريا الشمالية وكوريا الجنوبية.
- 1965 - الرئيس جمال عبد الناصر يحظى بولاية ثانية لرئاسة مصر.
- 1975 - رئيسة وزراء الهند أنديرا غاندي تعلن حالة الطوارئ في البلاد وتعليق أحكام الدستور والانتخابات.
- 1975 - استقلال موزمبيق عن البرتغال.
- 1984 - وفاة الفيلسوف الفرنسي ميشيل فوكو.
- 1985 - القبض على ثلاثة عشر شخصا للاشتباه في تورطهم في عملية تفجيرات للجيش الجمهوري الإيرلندي وقعت قبل يومين، وبعد التحقيقات مع الموقوفين تم إحباط قنبلة كانت بأحد فنادق لندن.
- 1988 - منتخب هولندا لكرة القدم يفوز بكأس الأمم الأوروبية لكرة القدم المقامة في ألمانيا الغربية بعد تغلبه على منتخب الاتحاد السوفييتي لكرة القدم بهدفين مقابل لا شيء.
- 1991 - كرواتيا وسلوفينيا تعلنان استقلالهما عن يوغوسلافيا.
- 1996 - سقوط 16 قتيل من الجيش الأمريكي في تفجير أبراج الخبر في السعودية.
- 1998 -
  - شركة مايكروسوفت تطرح نظام التشغيل ويندوز 98.
  - التوقيع على اتفاقية آرهوس.
- 2006 - اختطاف الجندي الإسرائيلي جلعاد شاليط من قبل مسلحين فلسطينيين.
- 2009 - مجلس النواب اللبناني ينتخب نبيه بري رئيسًا له للمرة الخامسة على التوالي بأكثرية 90 صوت، وينتخب فريد مكاري نائبًا له بأكثرية 74 صوت.
- 2013 - تنحي حمد بن خليفة آل ثاني عن إمارة قطر وإعلان تميم بن حمد بن خليفة آل ثاني أميراً للبلاد.
- 2014 - اختتام الدورة 38 للجنة التراث العالمي المنعقدة في الدوحة (قطر) بإضافة 26 موقعًا جديدًا والتمديد لأربعة آخرين.
- 2017 - مقتل ما لا يقل عن 150 شخصا وإصابة أكثر من 100 آخرين في حادثة انفجار ناقلة نفط بالقرب من شرق أحمدبور في باكستان.

## مواليد
- 1852 - أنطونيو غاودي، معماري إسباني.
- 1864 - فالتر هيرمان نيرنست، عالم كيمياء فيزيائية ألماني حاصل على جائزة نوبل في الكيمياء عام 1920.
- 1865 - دوغلاس جيلفيلان، محامي وعالم نبات جنوب أفريقي.
- 1894 - الملكة نازلي، زوجة الملك فؤاد ووالدة الملك فاروق.
- 1900 - لويس مونتباتن، آخر نائب لملك المملكة المتحدة في الهند.
- 1901 - تشيستر آرنولد، إحاثي وعالم نبات أمريكي.
- 1903 - جورج أورويل، روائي بريطاني.
- 1905 - إحسان الجزايرلي، ممثلة مصرية.
- 1907 - هانز ينسن، عالم فيزياء ألماني حاصل على جائزة نوبل في الفيزياء عام 1963.
- 1911 - ويليام ستاين، عالم كيمياء حيوية أمريكي حاصل على جائزة نوبل في الكيمياء عام 1972.
- 1926 - إنجيبورغ باخمان، أديبة نمساوية.
- 1928 - أليكسيي أليكسييفتش أبريكوسوف، عالم فيزياء روسي حاصل على جائزة نوبل في الفيزياء عام 2003.
- 1934 - محرم فؤاد، مغني مصري.
- 1936 - يوسف حبيبي، رئيس إندونيسيا الثالث.
- 1937 - الشيخ نواف الأحمد الجابر الصباح، أمير دولة الكويت.
- 1954 - فوزية الدريع، دكتورة كويتية.
- 1956 - بوريس ترايكوفسكي، رئيس جمهورية مقدونيا الثاني.
- 1958 - سيريك أحمدوف، وزير دفاع ورئيس وزراء كازاخيٍّ سابق.
- 1963
  1. جورج مايكل، مغني بريطاني.
  2. يان مارتل، كاتب كندي.
- 1965 - نهال عنبر، ممثلة مصرية.
- 1968 - دورينل مونتينو، لاعب ومدرب كرة قدم روماني.
- 1972 - سيف الإسلام القذافي، رئيس مؤسسة القذافي العالمية للجمعيات الخيرية والتنمية.و ابن الرئيس الليبي الراحل معمر القذافي.
- 1975 - فلاديمير كرامنيك، لاعب شطرنج روسي.
- 1976 - حبيب الحبيب، ممثل سعودي.
- 1979 - ريتشارد هيوز، لاعب كرة قدم اسكتلندي.
- 1981 - وسيم عبد المجيد، ممثل سوري.
- 1982 - علاء حبيل، لاعب كرة قدم بحريني.
- 1985 - فدوى المالكي، مغنية مغربية.
- 1989 - وليد العنزي، مذيع كويتي.

## وفيات
- 1533 - الملكة ماري تيدور، زوجة لويس الثاني عشر ملك فرنسا.
- 1767 - غيورغ فيليب تيليمان، موسيقي ألماني.
- 1861 - السلطان عبد المجيد الأول، سلطان عثماني.
- 1894 - سادي كارنو، رئيس الجمهورية الفرنسية الثالثة الرابع.
- 1937 - كولين كلايف، ممثل بريطاني.
- 1964 - غيريت ريتفيلد، معماري هولندي.
- 1971 - جون بويد، أخصائي أغذية وفيزيولوجي اسكتلندي حاصل على جائزة نوبل للسلام عام 1949.
- 1982 - يوسف إبراهيم يزبك، مؤرخ لبناني.
- 1984 - ميشيل فوكو، فيلسوف فرنسي.
- 1995 - إيرنست والتون، عالم فيزياء أيرلندي حاصل على جائزة نوبل في الفيزياء عام 1951.
- 1997 - جاك إيف كوستو، مستكشف فرنسي.
- 1998 - معطوب الوناس، مغني وشاعر وناشط أمازيغي جزائري.
- 2005 - حسين بن محمد الخليفة، فقيه جعفري ومدرس ديني سعودي.
- 2009 -
  - فرح فاوست، ممثلة أمريكية.
  - مايكل جاكسون، مغني أمريكي.
- 2013 - تيسير العدينات، شاعر أردني.
- 2015 - عبد العزيز العدساني، رئيس ديوان المحاسبة الكويتي.
- 2019 - كمال الشيخ، سياسي فلسطيني.
- 2021 - محمد حسين عيسى، داعية وعضو مجلس الشعب المصري.
- 2022 - محمود خليل القارئ، إمام جامع القبلتين والمكلف في المسجد النبوي سابقاً.

## أعياد ومناسبات
- عيد الاستقلال في موزمبيق.
- عيد الاستقلال في كرواتيا.
- عيد الاستقلال في سلوفينيا.

## وصلات خارجية
- وكالة الأنباء القطريَّة: حدث في مثل هذا اليوم.
- النيويورك تايمز: حدث في مثل هذا اليوم.
- BBC: حدث في مثل هذا اليوم.